# Giro dell'Umbria 1930
Il Giro dell'Umbria 1930, undicesima edizione della corsa, si svolse il 19 ottobre 1930 su un percorso di 220 km, con partenza e arrivo a Perugia. Riservato a professionisti Iuniors e indipendenti, fu vinto dall'italiano Ambrogio Morelli, che completò il percorso in 8h57'00", precedendo in volata i connazionali Remo Bertoni e Antonio Liguori. Conclusero la prova 26 dei 31 ciclisti al via.
Ettore Meini ed Eugenio Gestri, inizialmente rispettivamente vincitore e quinto classificato, furono retrocessi al quinto e sesto posto per volata irregolare (cui seguì un parapiglia tra i due, riportato nelle cronache dell'epoca).

## Percorso
Organizzata dal Veloce Club Perugino, la corsa prese il via da Perugia per transitare nell'ordine da Foligno, Spoleto, Valico della Somma, Terni, Amelia, Lugnano in Teverina (km 125), Baschi, Orvieto, Passo della Peglia, Ospedaletto e Marsciano,  e rientrare a Perugia dopo 220 km.

## Ordine d'arrivo (Top 10)
| Pos. | Corridore            | Squadra              | Tempo    |
| ---- | -------------------- | -------------------- | -------- |
| 1    | Ambrogio Morelli     | Gloria               | 8h57'00" |
| 2    | Remo Bertoni         | Legnano              | s.t.     |
| 3    | Antonio Liguori      | -                    | s.t.     |
| 4    | Lionello Argenti     | -                    | s.t.     |
| 5    | Ettore Meini         | C.S. Firenze         | s.t.     |
| 6    | Eugenio Gestri       | -                    | s.t.     |
| 7    | Albino Binda         | Legnano              | s.t.     |
| 8    | Amerigo Cacioni      | -                    | s.t.     |
| 9    | 14 ciclisti ex aequo | 14 ciclisti ex aequo | s.t.     |